# 馬來西亞喪葬

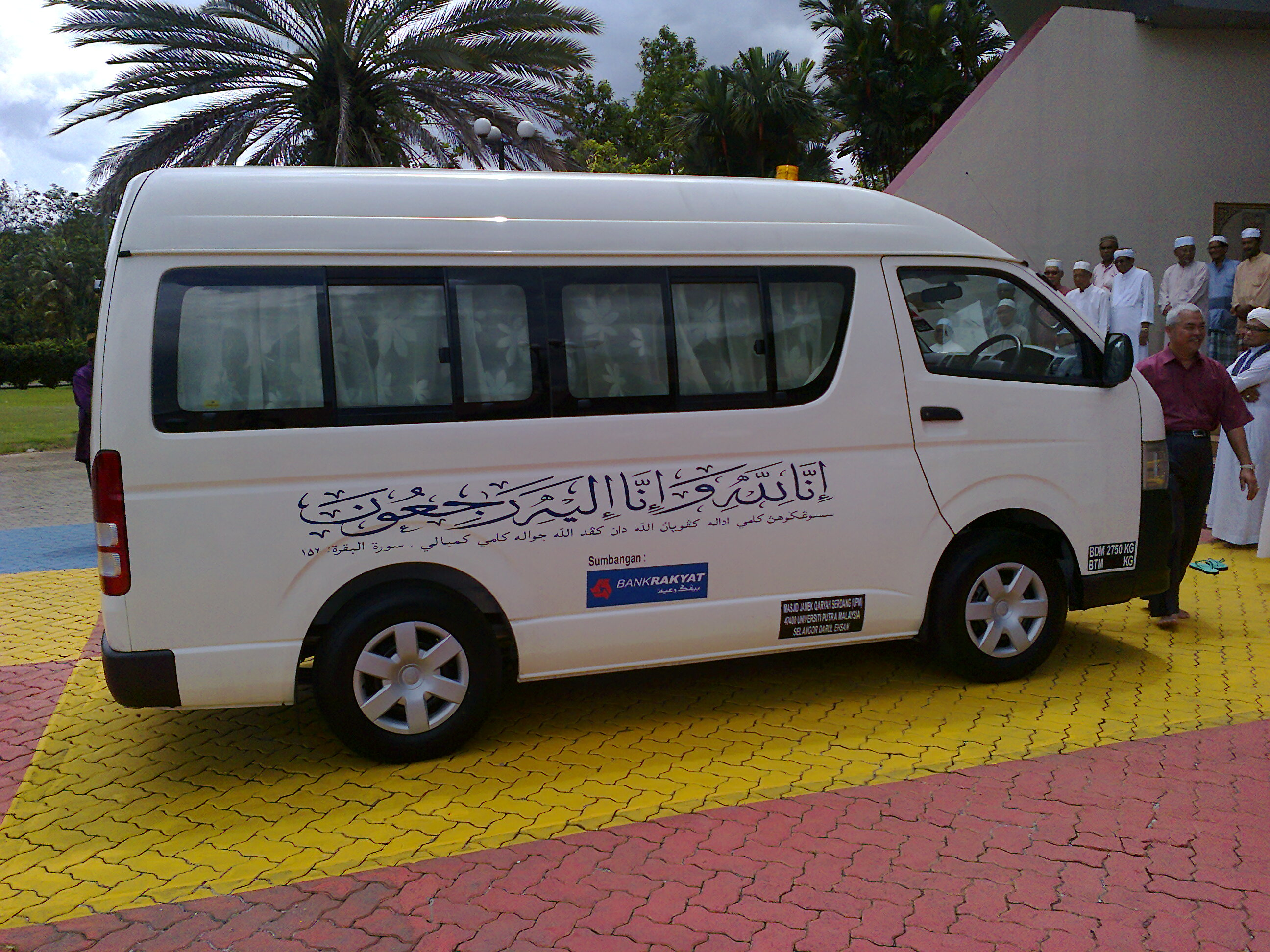
穆斯林接體車

馬來西亞是個多元文化國家，主要族裔有馬來族、華族和印度族，還有卡達山族、巴瑤族、姆魯族、伊班族、比達友族和馬蘭諾族等逾214個族群和次族群，主要宗教有伊斯蘭教、佛教、道教、印度教、基督教、天主教、錫克教、巴哈伊教和其他新興宗教。 各個民族和宗教之間有著不同的文化內涵、宗教思想和信仰價值觀，使馬來西亞的喪葬文化呈現出多種不同的面貌。
馬來西亞喪葬文化趨向於「速葬」、「薄葬」和「簡葬」，以穆斯林葬禮來說，遵照先知穆罕默德的教誨：「早晨死了，不可停放過午；黃昏死了，不可過夜」，遺體均在24小時之內下葬；禮俗相對較爲繁瑣的華人葬禮，如非有特殊緣故，停柩也不超過3－5天，許多傳統習俗均已簡化，或隨著時代而消失。
儘管馬來西亞人口的族群、文化和宗教組成各異，但在喪葬實務上都有相同的特性：
1. 初終－先把死者的遺體移送到治喪地點；
2. 收殮－整理遺體；
3. 停靈－藉著宗教引導死者的靈魂、撫慰家屬的精神需求，並肯定死者生前的成就；
4. 歸宿－將死者的遺體埋葬或火化。

## 政策
馬來西亞的喪葬政策是以有神論爲基礎，將死亡視爲宗教事務，交由各族群及宗教自由處理，內政部沒有全權監管喪葬事務的官方單位，也沒有獨立的喪葬法規。 另一方面，衛生局、宗教局、登記局等不同政府單位卻可以從各自專業的領域，制定針對性的條例來介入喪葬事務。
葬地事務的權限主要是在全國所有的地方政府，《1976年地方政府法令》（第171號法令）第11部分賦予地方政府權力，劃定適合的地點爲義山、墳場、墓園、火化場、納骨堂或殯儀館，並核發許可證給該處的經營者。

## 死亡登記和出境
馬來亞、沙巴和砂拉越政府對死亡登記有不同的規定，具體細則制定於《1957年出生與死亡登記法令》（第299號法令）、《1975年出生與死亡登記（特別規定）法令》（第152號法令）、《出生與死亡登記法令》（沙巴第123號條例）以及《1951年出生與死亡登記法令》（砂拉越第10號條例）。
自然死亡的情況下，可以先辦理「埋葬/火化許可證」（Surat Kebenaran Pengkebumian，俗稱「葬紙」）、領屍和入殮，然後在限期內申請「死亡證明書」（Sijil Kematian，俗稱「死亡證」或「死籍」）；非自然死亡或死因不明的情況下，則需要先經過法醫的驗屍，查明死因；「埋葬/火化許可證」是由醫院或警局出具證明，「死亡證明書」則由國民登記局辦理。
如果要辦理遺體/骨灰出境的話，必須申請衛生證明書、海關許可證和入境國所需要的文件等，入殮、火化、封柩/封甕必須由衛生官員鑑證。

## 政府援助
可以提供援助或撫恤金的政府機構有：
- 公積金局（Bantuan Kematian KWSP）

55歲之前過世的公積金局會員的家屬，可以在6個月之內申請2,500令吉的撫恤金，條件是有關會員的公積金戶口必須還有存款。
- 社會保險機構（Faedah Pengurusan Mayat PERKESO）

因工逝世或在領取殘疾救濟金期間逝世的會員，爲其辦理喪事者，可以獲得殮葬費補助或1,500令吉補助金，視何者爲低；可獲得殮葬費的優先順序是遺孀 / 鰥夫、長子、長女、父母，父母皆健在則均分；如果沒有符合以上資格的家屬的話，殮葬費則交給負責辦理喪事的人士。
- 檳州政府「回饋樂齡人士計劃」（Program Penghargaan Warga Emas）

已經登記的樂齡人士（60歲以上）在2010年3月8日之後逝世的話，其家屬可以獲得1,000令吉的撫恤金。
- 雪州政府「樂齡人士親善基金」（Skim Mesra Usia Emas, SMUE）

凡是註冊會員逝世後，已經在州議員服務中心登記的家屬可以獲得2,500令吉的撫恤金。
- 雪州政府「初生嬰兒基金」（Tabung Warisan Anak Selangor, TAWAS）

註冊會員在滿18歲以前逝世的話，家屬可以獲得1,500令吉的撫恤金。
- 柔州政府「死亡援助金」（Khairat Kematian）

自2017年開始，所有柔州子民（不分種族），每名死者可得300令吉撫恤金。
- 公務員

所有在2010年10月15日之後逝世的退休公務員，包括中央政府、州政府、法定機構、地方政府和公積金計劃退休者，但不包括領取終身衍生退休金的人士，其家屬可以申請3,000令吉的殮葬費；申請者的優先順序是配偶、子女、父母、負責喪禮的親屬或其他人。

## 各式喪葬禮儀

### 國葬禮儀

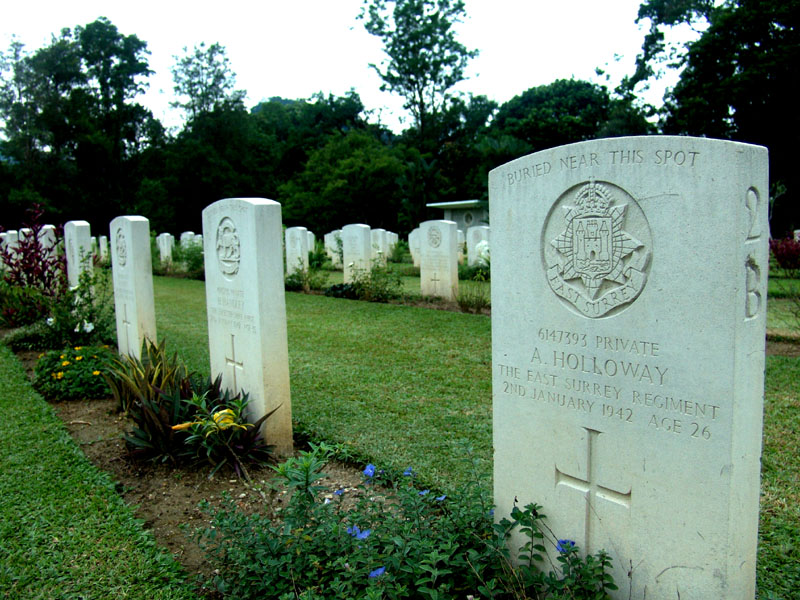
霹靂太平戰爭公墓

馬來西亞國葬（state funeral）是最崇高的榮譽葬禮，有「全國級」和「州級」兩種規格，一般只匹配於國家元首、統治者和政治顯要，全國或州內將「降半旗」致哀，禁止一切娛樂活動，葬禮當日通常列爲特別假日，讓公衆可以前往弔唁； 次一級的榮譽葬禮是「准國葬」（semi-state funeral），准國葬依然「降半旗」致哀，但不列爲假日； 再次一級的榮譽葬禮則是「公葬」（official funeral），適用於軍、警、大使等服役人員。
根據馬來西亞新聞局發佈的指南，除了國家顯要、駐外大使及執勤軍警的榮譽葬禮之外，因國殤而故於國外的马来西亚公民（rakyat Malaysia yang meninggal dunia di luar negara yang ditentukan oleh kerajaan），出於尊重和方便辨識，棺柩運送回國時也可以覆蓋國旗。

### 伊斯蘭教葬禮
伊斯蘭教是《聯邦憲法》法定的國教，信奉伊斯蘭教的信徒稱爲「穆斯林」，他們的遺體須要由同教的教徒處理；如果「非穆斯林」家庭中有成員皈依伊斯蘭教的話，管理穆斯林事務的宗教局可以全權插手逝者的殯葬流程，支配家屬處理葬禮的權利。
穆斯林相信有審判日，相信所有的人類會在審判日之時聚集起來，亡者將會復活，一齊接受審判以決定他們的歸宿，多行善功的人有機會步入天園，多行罪惡的人則會落入火獄。
當一位穆斯林逝世時，逝者的家屬會先通知鄰近的穆斯林社區中心或清真寺，然後由同性親屬爲逝者清洗遺體，再用「卡凡」（al-Kafan，白色棉布製的裹屍布）覆蓋全身，以繩索束縛遺體的頸、肩、身體和雙腳部位，只露出臉部，好讓家屬爲逝者送行時，能夠親吻逝者的額頭。逝者的遺體必須在24小時內下葬，禁止火化、防腐、化妝和任何裝飾性物品。在運送到墓地之前，出席葬禮者身穿保守樸素的馬來服裝，爲逝者進行「者那則」（殯禮禱告），朗讀《可蘭經·雅辛章》；埋葬時面朝向聖城麥加的方向，在場的人手握三把泥土撒進墓穴，象徵著「人出於塵土，也歸於塵土」。

### 中華殯葬禮儀
喪禮是中國傳統文化的四大家禮之一，特徵在於「重孝道、明宗法、顯等級、隆喪厚葬」，現今的中華喪葬禮儀結合了儒家、道教、佛教、民間信仰、擇日占星和風水地理的文化色彩，目的是希望透過一系列複雜的儀式，傳達出孝親感恩的價值觀念。
馬來西亞華人可以粗略分爲福建、客家、廣東、廣西、潮州、海南等方言族群，傳統的華人喪禮一般會聘請熟悉有關方言和鄉俗的道士或僧侶，前來爲亡者豎靈、招魂和做功德，幫助亡者早日超昇，登上極樂世界，以免淪爲孤魂野鬼。 家屬們會爲往生的親人沐浴、更衣和化妝，在亡者的棺木內放入陪葬品，爲亡者焚燒金銀紙和紙紮，他們相信這些物品可以讓亡者帶到另一個世界去享用，藉此供奉往生的親屬，也寄託死後的人能過上更好的生活。 法事的等級是根據亡者的年齡和地位來決定，棺柩一般會停放3－5天，舉殯之後還有做七、百日（卒哭）、對年（小祥）、三年（大祥）、合爐、拾金的禮儀。

### 佛教禮儀
在馬來西亞主要的佛教派別有大乘佛教、上座部佛教、藏傳佛教和禪宗佛教，信衆以華人、泰人、印度人、緬甸人、斯里蘭卡人等爲主，法門雖衆，卻有共同的核心信仰。佛教徒信奉三寶，相信世間有因果報應和輪迴轉世，通過幾生幾世的修行、積累功德，可證得涅槃和圓寂的境界，脫離輪迴之苦。
佛教徒的喪禮科儀包括誦經、禮佛、持咒、拜懺、施食、煙供、放焰口等，他們相信爲往生者修福布施、供養三寶、救濟貧窮、利益社會，乃至等施一切眾生，將功德迴向給往生者，能夠使往生者早日超生，脫離苦海；淨土法門的信徒也相信，爲往生者誦經、助念佛號可以讓往生者得到心靈的寧靜，利益家屬，對助念者來說也有大功德；心靈上的平和與寧靜能使往生者離苦得樂，讓往生者超生離苦，投生善道。

### 佛教香花派
香花派是源於中國閩南、粵東地區的佛教支派，以從事超薦、拔度和經懺等活動爲主，儀式內容融合三教和民間信仰的特點。香花派的寺眾稱為「香花僧」或「香花和尚」，與叢林派的禪僧、弘法僧有所區別，既以喪葬祭祀爲主，並不採行出家制度，也無須嚴守佛教戒律，同常人一般可以吃葷、蓄髮和結婚，與火居道士共同承擔民間紅、白之事。
在馬來西亞流傳的香花派有潮州和客家兩派，主持喪禮儀式時身穿袈裟、頭戴僧帽，佛壇懸掛三寶佛的畫像，科儀包括請神、引魂、沐浴、解結、發赦、打城、還庫、唱讚、經懺等，類似於民間道教的儀式。香花派舉行法事的空間分爲「壇場」和「詣靈」，會運用大量道具、樂器和擴音裝置；誦經所用的唱腔分爲「曲韻」和「經韻」，曲韻用來唱誦各類偈語和讚語，經韻用來唱誦經懺文本；法事分爲前、後半場，前半場爲文場，以唱誦爲主、後半場爲武場，以演科爲主。

### 道教禮儀
道教的核心信仰是追求長生，認爲人有三魂七魄，唯有透過修煉之法，方可飛昇天界，與天地共長久，與日月俱光輝；一般人死後則多半魂消魄散，沉淪爲冥府孤魂，必須藉由道士齋醮作法，超度亡魂，始可令魂魄重聚於一體。
道教的喪禮科儀包括引魂、沐浴、安靈、聞經、聽懺、頒赦、還庫、過王、過橋、破獄等，還要根據亡者的性別、年齡、死亡狀態等因素來安排超拔法事，讓亡魂歷經人世間的沉淪起伏，懺悔解罪，回到生命的原點，獲得新生。

### 基督教禮儀
馬來西亞主要的基督教派有信義會、長老會、聖公會、浸信會、衛理公會、神召會、弟兄會和其他獨立教會，不同教派對於死亡有不同的理解，也有不同的喪葬禮儀。基督教徒的葬禮由牧師來主持，引導信徒在入殮、設靈、舉殯和下葬過程中進行禱告，信徒藉由信仰和禱告的力量，可以應對悲傷，也可以撫慰在世的人。
基督教徒相信死亡是上帝的旨意，相信死亡是人生而有之的原罪，上帝派遣祂的獨生子——耶穌基督降世，犧牲自己來為世人的罪付上贖價；耶穌在死後的第三天復活，顯現在祂的門徒面前四十天之久，然後升天。當末世來臨之時，祂還要再度降臨對世人進行審判；世人因信靠耶穌基督，死後可回到天國的家園，不至滅亡，反得永生的救贖。

### 天主教禮儀
天主教徒與基督教徒一樣，相信人死後會復活，凡是信靠耶穌基督的人，必將獲得救贖，享有永恆的生命。天主教徒在臨終之時，會請神父來進行「敷油禮」，藉由天主的恩賜，用聖油擦淨身體，赦免臨終者在世時所犯的一切過錯。守靈期間，會以祈禱來追思逝者，祈求天主的降福；殯葬彌撒會移靈到天主教堂舉行，教會通過彌撒來贊美上帝，慶祝耶穌基督戰勝罪惡和死亡，獲得永生，是天主教禮儀最主要的儀式。彌撒完畢後，逝者的遺體將會運送到安息之地，等待耶穌基督的再臨，並且回到主的懷抱。

### 印度教葬禮
印度人的傳統信仰是印度教，印度教徒不推崇土葬，葬禮普遍以火葬進行，火化後的骨灰將撒進大海或河流。當一個印裔家庭有成員逝世時，首先由家中的近親用水爲逝者淨身，再爲他換上傳統的印度服裝，入殮時兒女會跪在棺柩旁哭泣，唱頌聖歌。當棺柩送抵火化場時，近親會在逝者的額頭上抹油，由長子（母親逝世）或幼子（父親逝世）執行捧火盤儀式，長子或幼子在葬禮結束後要剃光頭，家中至親還要茹素一段時間。
印度教徒相信世間有因果報應和輪迴，他們相信「火的力量可以淨化亡者的肉體，水的力量可以淨化亡者的靈魂」，通過火和水的淨化力量可以讓逝者的靈魂得到解脫，脫離現實世界到達另一個世界，進入輪迴的循環。

### 錫克教葬禮
錫克教徒的葬禮類似於印度葬禮，以火葬爲首選，火化時隨身攜帶「5K」，遺留的骨灰將灑入大海。當一名錫克教徒逝世時，他的家屬會用水爲他淨身，換上傳統的錫克服裝，喪禮在錫克教寺廟或住家舉行，遺體在最短的時間內火化；葬禮之後，家屬可以選擇茹素一段時間。

### 猶太人葬禮

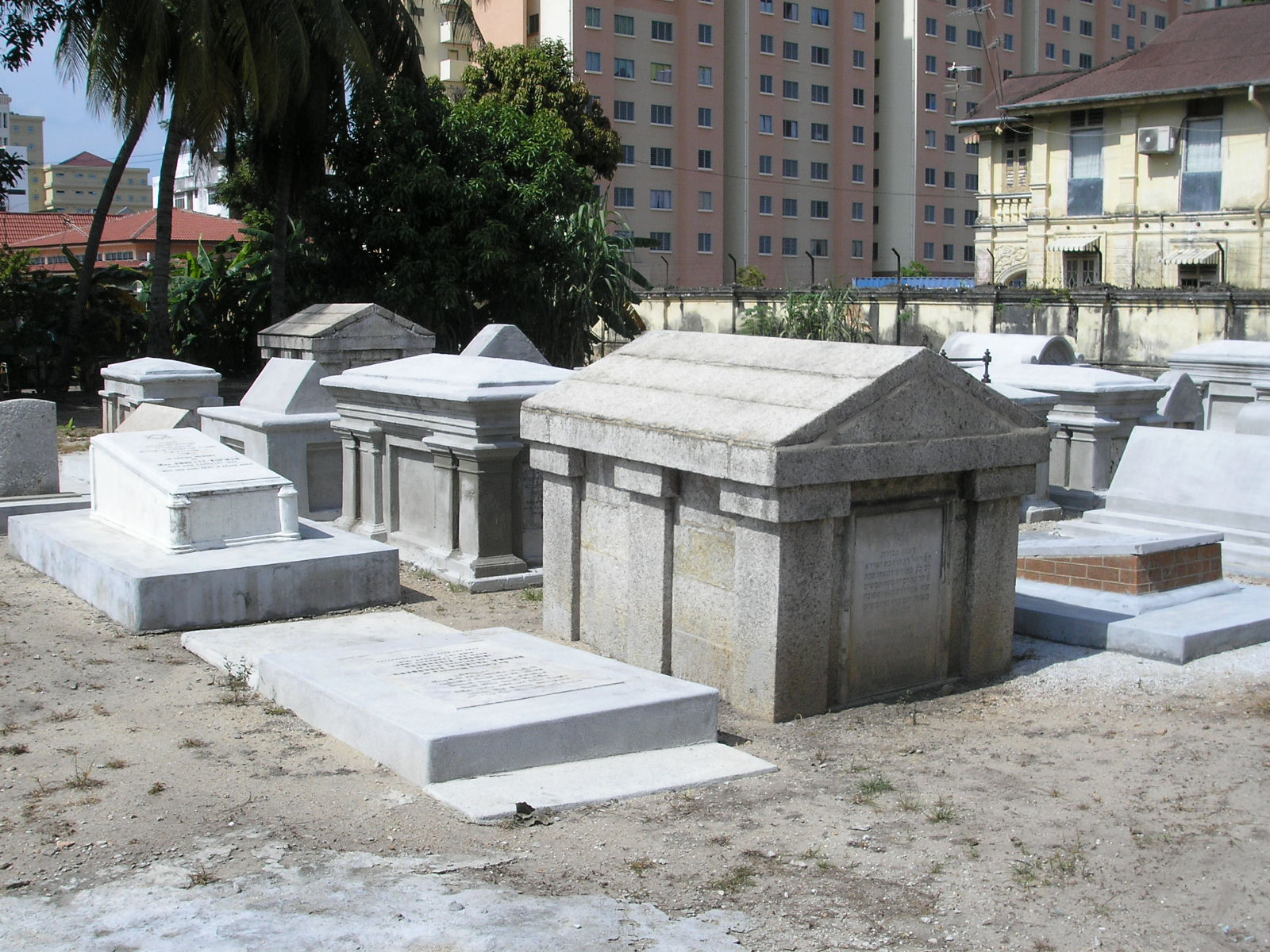
檳島猶太人公墓

猶太人社群在馬來西亞幾乎已經絕跡，目前定居在此的猶太人以外籍人士爲主。座落在檳城的猶太人公墓建立於1805年，相信是東南亞歷史最悠久的猶太人公墓，最後埋葬於此的是馬來西亞的最後一位本土猶太人——（？－2011年），他的家人如今已經移居英國。

### 日本人墓地
日本人墓地埋葬的是過去以來，僑居在馬來西亞的日本人的埋葬所。

### 其他
一貫道的內在修行著重於三寶修持，外在修行則以傳承中華傳統文化、聖哲教育和儒家古禮爲核心理想；道場的喪葬禮儀奉行「生，事之以禮；死，葬之以禮」的儒家教條，力求奠禮場面圓滿肅穆，從而宣揚道場的寶貴與殊勝。
創價學會的修持以「一生成佛」、「即身成佛」爲目的，以「信、行、學」來實踐佛法；在創價學會成員的葬禮中，學會友唱題迴向給已故的親人或友人，將自身實踐所得的功德，迴向給他人，場面趨向於簡潔、隆重和莊嚴。

## 綠色殯葬
綠色殯葬的概念源自西方國家，近年逐漸被東亞先進國家的政府所推行，但馬來西亞國民的喪葬觀念較爲傳統保守，且馬來西亞尚未有墓地空間不足的處境，除了基於宗教理由的「潔葬」外，選擇骨灰拋灑、植存或海葬的方式，均屬於少數和單獨的個案，也沒有規劃專門的區域。

## 寵物殯葬
對許多飼養寵物的家庭而言，寵物並不只是單純的家畜，更是重要的家庭成員——「毛孩子」（furkid）。一直以來，對於寵物遺體的處理方法多是就地埋葬，或是送到政府焚化場集體火化；近年開始有寵物相關業者推出專門的寵物殯葬服務，爲飼主提供運送寵物遺體、埋葬或火化的服務，也有寵物專用的棺木、骨灰盒和墓園。

## 另見
- 馬來西亞文化
- 馬來西亞人口
- 馬來西亞宗教
- 馬來西亞墓葬
- 華人義山

## 外部連結
- Death Information （页面存档备份，存于）, JPN Malaysia（英文）
- Maklumat Kematian （页面存档备份，存于）, JPN Malaysia（马来文）